# Basetový klarinet

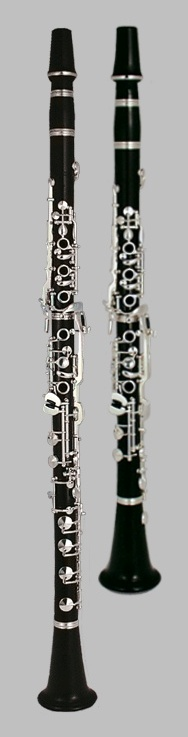
Basetový klarinet, normální klarinet (made by Leitner & Kraus)

Basetový klarinet je velmi podobný „standardnímu“ sopránovému klarinetu, měří ale o 18 cm více, čímž se tónový rozsah rozšíří o čtyři spodní tóny: dis, d, cis a c (viz infobox vpravo, malé noty značí tóny dosažitelné pro basetový klarinet ale nedosažitelné pro sopránový klarinet). Tyto hluboké tóny se hrají pravým palcem a mají temnou barvu připomínající basetový roh. Pro usnadnění držení nástroje se používá opěrka spojená s pasem hráče.
Basetový klarinet vyvinul v roce 1788 vídeňský dvorní nástrojař Theodor Lotzl, dále ho vylepšil klarinetový virtuos Anton Stadler. Poprvé byl tento nástroj představen veřejnosti 22. prosince 1789 ve Vídni, kdy Anton Stadler přednesl Mozartův klarinetový kvintet A dur KV 581. Basetové klarinety se vyráběly in A, in B a také in C. Oproti dnes běžně používanému sopránovému klarinetu se ale neprosadily.
Nejznámějšími skladbami pro basetový klarinet je Mozartův klarinetový koncert A dur KV 622 a klarinetový kvintet A dur KV 581, Mozart tento nástroj použil také v opeře La Clemenza di Tito. Tyto skladby jsou dnes hrány na sopránový klarinet, přičemž pasáže s nejnižšími tóny běžným klarinetem nedosažitelnými se transponují o oktávu výše.
Přestože se tento nástroj již běžně nepoužívá, nachází se v sortimentu některých výrobců hudebních nástrojů, je určen především klarinetistům toužícím po hraní Mozartových skladeb v originální neupravené notaci. Hraní nejnižších „basetových“ tónů je také možné s pomocí speciálních nástavců na sopránový klarinet, a to při zachování stejné tónové kvality.
Basetový klarinet se nepoužívá jen pro klasickou hudbu, hraje na něj např. jazzový hudebník Theo Jörgensmann.